# Новый Лиман (Воронежская область)
Но́вый Лима́н — село в Петропавловском районе Воронежской области.
Административный центр Новолиманского сельского поселения.

## Население
| 2010 |
| ---- |
| 484  |

## Улицы
- ул. 60 лет Октября,
- ул. И. Туркенича,
- ул. Советская.

## Известные уроженцы
- Рыбалкин, Фёдор Прокофьевич (1882—1929) — русский юродивый, основатель секты фёдоровцев.